# Dílo Václava Švambery

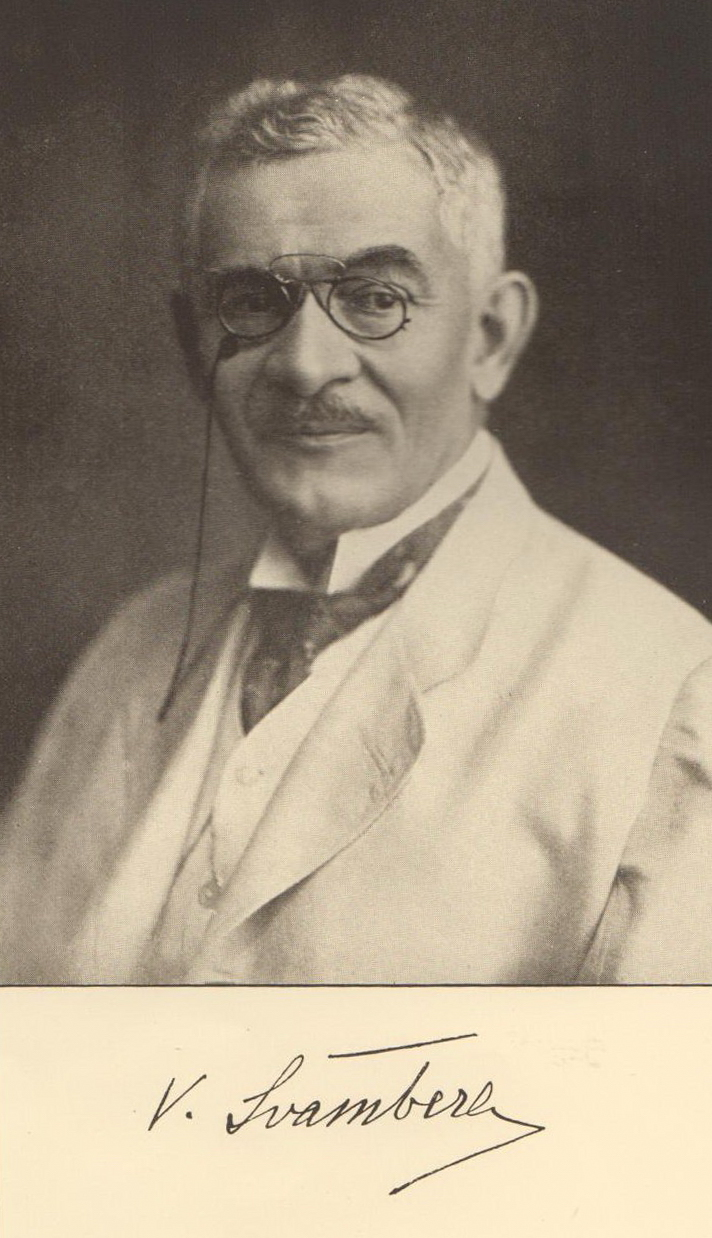
Prof. Václav Švambera v roce 1926

Toto je kompletní bibliografie Prof. Dr. Václava Švambery.

## Editor sborníků
- Bibliografie české literatury geografické v l. 1906 a 1907. Sestavili V. Švambera a BASL, Antonín. Praha: Geografický ústav České university, 1911, 48 s.
- Bibliografie české literatury geografické v l. 1908, 1909 a 1910. Sestavili V. Švambera a BASL, Antonín. Praha: Geografický ústav České university, 1912, 46 s. dostupné on-line
- Bibliografie české literatury geografické v l. 1908–1910. Sborník České společnosti zeměvědné. 1912, roč. 18, č. 1, s. 168-179.

## Knihy a časopisecké příspěvky
- ŠVAMBERA, Václav a BASL, Antonín. Bibliografie české literatury zeměpisné 1906–1907, 1908–1912. TGT. 1912, no. 7.
- ŠVAMBERA, Václav a BASL, Antonín. Bibliografie české literatury geografické v l. 1906 a 1907. Sborník České společnosti zeměvědné. 1911, roč. 17, č. 1, s. 34-48.
- ŠVAMBERA, Václav a B. ŠALAMON. Předmluva [ke sborníku I. sjezdu slovanských geografů a etnografů v Praze 1924]. Sborník I. sjezdu … Praha. 1926, s. 1.
- ŠVAMBERA, Václav a Bedřich ŠALAMON. Monumenta cartographica Bohemiae. Praha: Sumptibus propriis, 1938.
- ŠVAMBERA, Václav a Jan PALACKÝ. Evropa (Vodopis). Ottův slovník naučný. 1894, roč. 8, s. 875-877.
- ŠVAMBERA, Václav a Karel KUCHAŘ. Přemluva [ke sborníku sjezdu]. Sborník 3. sjezdu českosl. geografů v Plzni, 1936, s. 1.
- ŠVAMBERA, Václav a Karel KUCHAŘ. Sborník III. sjezdu československých geografů v Plzni 1935: Comptes rendus du IIIe congrès des géographes tchécoslovaques, Plzeň 1935. Praha: Geografický ústav Karlovy university, 1936, 178 s.
- ŠVAMBERA, Václav a Vl. PECH. Ecuador. Ottův slovník naučný. 1894, roč. 8, s. 367-372.
- ŠVAMBERA, Václav. [Proslov na 2. sjezdu čs. geografů v Bratislavě]. Zeměpisné práce. 1933, roč. 6, s. 9-11.
- ŠVAMBERA, Václav. [Proslov prof. V. Švambery jako předsedy při ukončení 4. sjezdu slovanských geografů a etnografů v Sofii]. Comptes Rendus du 4e Congrès des géogr. et éthnogr. slaves, Sofia. 1938, s. 27-28.
- ŠVAMBERA, Václav. [Proslov prof. V. Švambery jako předsedy při zahájení 4. sjezdu slovanských geografů a etnografů v Sofii]. Comptes Rendus du 4e Congrès des géogr. et éthnogr. slaves, Sofia. 1938, s. 13.
- ŠVAMBERA, Václav. [Proslov při zahájení 3. sjezdu slovanských geografů a etnografů v Bělehradě]. Comptes Rendus du 3e Congrès des géogr. et éthnogr. slaves, Beograd. 1930, s. 371-372.
- ŠVAMBERA, Václav. [Proslov při zahájení I. sjezdu slov. geografů a ethnografů v Praze]. Sborník I. sjezdu … Praha. 1924, s. 440-442.
- ŠVAMBERA, Václav. Africa incognita. Živa. 1892, roč. 2, č. 10, s. 306.
- ŠVAMBERA, Václav. Africký národopisný kongres v Chicagu r. 1893 : Zeměpisný sjezd v Londýně. Živa. 1892, roč. 2, č. 10, s. 314.
- ŠVAMBERA, Václav. Afrika incognita. Živa. 1892, roč. 2, č. 9, s. 273.
- ŠVAMBERA, Václav. Alexander Ivanovič Vojejkov. Sborník České společnosti zeměvědné. 1920, roč. 26, s. 93.
- ŠVAMBERA, Václav. Alfred Grandidier. Sborník České společnosti zeměvědné. 1922, roč. 28, s. 63.
- ŠVAMBERA, Václav. Andrew John Herberston. Sborník České společnosti zeměvědné. 1920, roč. 26, s. 92-93.
- ŠVAMBERA, Václav. Antarktis. Živa. 1893, roč. 3, č. 6, s. 175-179.
- ŠVAMBERA, Václav. Antarktis. Živa. 1900, roč. 10, č. 8, s. 236-240.
- ŠVAMBERA, Václav. Antarktis. Živa. 1900, roč. 10, č. 9, s. 269-277.
- ŠVAMBERA, Václav. Anthropogeografie. Živa. 1892, roč. 2, č. 5, s. 156.
- ŠVAMBERA, Václav. Antoine Vacher. Sborník České společnosti zeměvědné. 1922, roč. 28, s. 62.
- ŠVAMBERA, Václav. Arktická výprava Pearyho. Živa. 1892, roč. 2, č. 10, s. 315-316.
- ŠVAMBERA, Václav. Atlas Československé republiky: [Projevy při předložení Atlasu Českosl. republiky na 3. sjezdu čs. geografů v Plzni]. Sborník 3. sjezdu českosl. geografů v Plzni, 1936, s. 39.
- ŠVAMBERA, Václav. Borneo. Ottův slovník naučný. 1891, roč. 4, s. 394-397.
- ŠVAMBERA, Václav. Brazílie. Ottův slovník naučný. 1891, roč. 4, s. 605-606.
- ŠVAMBERA, Václav. Contribution à la mesure des superficies des bassins hydrographiques africains par V. Švambera. Zbiór Prac poświęcony przez towarzystwo geograficzne we Lwowie Eug. Romerovi w 40-lecie twórczości naukowej. 1934, s. 410-416.
- ŠVAMBERA, Václav. Československé názvosloví v cizině. Český časopis turistů. 1919, roč. 31, č. 7-8, s. 236-266.
- ŠVAMBERA, Václav. Československé, nový stát ve střední Evropě: (Přednáška). Sborník české společnosti zeměvědné. 1934, roč. 40, s. 28.
- ŠVAMBERA, Václav. Dislokace. Ottův slovník naučný. 1893, roč. 7, s. 607-608.
- ŠVAMBERA, Václav. Dr. Josef Kořenský: (* 1847). Sborník Československé společnosti zeměpisné. 1937, roč. 43, č. 1, s. 89-90.
- ŠVAMBERA, Václav. Dr. Josef Kořenský: (Le quarte-vingtdixiàme anniversaire de Josef Kořenský). Sborník Československé společnosti zeměpisné. 1937, roč. 43, s. 46.
- ŠVAMBERA, Václav. Dr. Sven Hedin. Sborník Československé společnosti zeměpisné. 1935, roč. 41, č. 1, s. 30.
- ŠVAMBERA, Václav. Dubois. Sborník České společnosti zeměvědné. 1920, roč. 26, s. 93-94.
- ŠVAMBERA, Václav. Dunaj. Ottův slovník naučný. 1894, roč. 8, s. 175-182.
- ŠVAMBERA, Václav. Duny pouště. Živa. 1892, roč. 2, č. 3, s. 68-74.
- ŠVAMBERA, Václav. Duny. Ottův slovník naučný. 1894, roč. 8, s. 194-196.
- ŠVAMBERA, Václav. Džerbúb (Džarabúb). Ottův slovník naučný. 1894, roč. 8, s. 334.
- ŠVAMBERA, Václav. E. St. Vráz. Sborník Československé společnosti zeměpisné. 1932, roč. 38, č. 1, s. 1-2.
- ŠVAMBERA, Václav. Egypt. Ottův slovník naučný. 1894, roč. 8, s. 405-419.
- ŠVAMBERA, Václav. Emín-paša Mehmed (Africký cestovatel). Ottův slovník naučný. 1894, roč. 8, s. 582-583.
- ŠVAMBERA, Václav. Emmanuel de Martonne. Sborník Československé společnosti zeměpisné. 1933, roč. 39, č. 1, s. 81-82.
- ŠVAMBERA, Václav. Eritrea. Ottův slovník naučný. 1894, roč. 8, s. 715-716.
- ŠVAMBERA, Václav. Erose. Ottův slovník naučný. 1894, roč. 8, s. 724-728.
- ŠVAMBERA, Václav. Etna. Ottův slovník naučný. 1894, roč. 8, s. 781-783.
- ŠVAMBERA, Václav. Eufrát. Ottův slovník naučný. 1894, roč. 8, s. 800-801.
- ŠVAMBERA, Václav. Eugenjusz Romer: k šedesátým narozeninám. Sborník Československé společnosti zeměpisné. 1931, roč. 37, č. 1, s. 1-2.
- ŠVAMBERA, Václav. Evropa (Popis). Ottův slovník naučný. 1894, roč. 8, s. 854-857.
- ŠVAMBERA, Václav. Extrait des mélanges de géographie offerts par ses collègues et ami de l'etranger. Praha: V. Švambera, 1936, s. [75]-82.
- ŠVAMBERA, Václav. Francie (Geografická literatura). Ottův slovník naučný. 1895, roč. 9, s. 506-507.
- ŠVAMBERA, Václav. Francie (Obchod). Ottův slovník naučný. 1895, roč. 9, s. 475-476.
- ŠVAMBERA, Václav. Francie (Popis). Ottův slovník naučný. 1895, roč. 9, s. 451-453.
- ŠVAMBERA, Václav. Francie (Státní zřízení). Ottův slovník naučný. 1895, roč. 9, s. 497-500.
- ŠVAMBERA, Václav. Francie (Školství a dobročinné ústavy). Ottův slovník naučný. 1895, roč. 9, s. 484-487.
- ŠVAMBERA, Václav. Francie (Válečné loďstvo). Ottův slovník naučný. 1895, roč. 9, s. 506-507.
- ŠVAMBERA, Václav. Francie (Vodopis). Ottův slovník naučný. 1895, roč. 9, s. 457-458.
- ŠVAMBERA, Václav. Francie (Zámořské osady). Ottův slovník naučný. 1895, roč. 9, s. 480-482.
- ŠVAMBERA, Václav. Genevské jezero. Ottův slovník naučný. 1895, roč. 9, s. 1028–1029.
- ŠVAMBERA, Václav. Geograficko-statistický atlas Republiky Československé. Věstník I. říš. sjezdu československých učitelů vysokých škol. 1922, č. 4, s. 1-5.
- ŠVAMBERA, Václav. Geografický ústav české university. Časopis Turistů. 1907, s. 133-138.
- ŠVAMBERA, Václav. Geografický ústav české university. Praha: vl. nákl., 1907, 31, 1 s. dostupné on-line
- ŠVAMBERA, Václav. Georg Gerland. Sborník České společnosti zeměvědné. 1920, roč. 26, s. 155.
- ŠVAMBERA, Václav. Gli studi di geografia in Cecoslovacchia. La Cecoslovacchia. Edit. An. Romana. Roma, 1925, s. 1-11.
- ŠVAMBERA, Václav. Golfový proud. Ottův slovník naučný. 1896, roč. 10, s. 264-266.
- ŠVAMBERA, Václav. Gorice a Gradiška. Ottův slovník naučný. 1896, roč. 10, s. 316-321.
- ŠVAMBERA, Václav. Grónsko. Ottův slovník naučný. 1896, roč. 10, s. 509-514.
- ŠVAMBERA, Václav. Guayana. Ottův slovník naučný. 1896, roč. 10, s. 571-576.
- ŠVAMBERA, Václav. Hänke, Tadeáš (Cestovatel). Ottův slovník naučný. 1896, roč. 10, s. 848-849.
- ŠVAMBERA, Václav. Hebridy. Ottův slovník naučný. 1896, roč. 10, s. 1013.
- ŠVAMBERA, Václav. Himalája (Polit. přehled). Ottův slovník naučný. 1897, roč. 11, s. 296-297.
- ŠVAMBERA, Václav. Hoangho: Žlutá řeka. Ottův slovník naučný. 1897, roč. 11, s. 415.
- ŠVAMBERA, Václav. Hospodářský vývoj Špisberk a jeho budoucnost. Sborník české společnosti zeměvědné. 1910, roč. 16, s. 196.
- ŠVAMBERA, Václav. Humboldt Frh. Wilh. Heinr. Alex. Ottův slovník naučný. 1897, roč. 11, s. 415.
- ŠVAMBERA, Václav. I. M. Šokaljskij: k jeho 80. narozeninám. Sborník Československé společnosti zeměpisné. 1936, roč. 42, č. 1, s. 49-50.
- ŠVAMBERA, Václav. Ibea. Ottův slovník naučný. 1897, roč. 12, s. 464-465.
- ŠVAMBERA, Václav. Imandra. Ottův slovník naučný. 1897, roč. 12, s. 527.
- ŠVAMBERA, Václav. Imatra. Ottův slovník naučný. 1897, roč. 12, s. 528.
- ŠVAMBERA, Václav. Inglefield. Ottův slovník naučný. 1897, roč. 12, s. 640.
- ŠVAMBERA, Václav. Iravadi. Ottův slovník naučný. 1897, roč. 12, s. 722-723.
- ŠVAMBERA, Václav. Irsko. Ottův slovník naučný. 1897, roč. 12, s. 740-742, 749-765.
- ŠVAMBERA, Václav. Isar. Ottův slovník naučný. 1897, roč. 12, s. 765-766.
- ŠVAMBERA, Václav. Island. Ottův slovník naučný. 1897, roč. 12, s. 788-790.
- ŠVAMBERA, Václav. Itálie. Ottův slovník naučný. 1897, roč. 12, s. 841-843, 847-848, 866-870, 872-874, 894.
- ŠVAMBERA, Václav. J. M. Šokalskij: k jeho 80. narozeninám. Sborník české společnosti zeměvědné. 1936, roč. 42, s. 49-50.
- ŠVAMBERA, Václav. Jamajka. Ottův slovník naučný. 1897, roč. 12, s. 1046–1048.
- ŠVAMBERA, Václav. James Baker. Sborník České společnosti zeměvědné. 1922, roč. 28, s. 62.
- ŠVAMBERA, Václav. Jan Mayen. Ottův slovník naučný. 1898, roč. 13, s. 14.
- ŠVAMBERA, Václav. Jan Palacký. Sborník České společnosti zeměvědné. 1908, roč. 14, 5/6, s. 129-131.
- ŠVAMBERA, Václav. Jan Suchánek, vynikjající kartograf český. Sborník České společnosti zeměvědné. 1916, roč. 22, s. 188-189.
- ŠVAMBERA, Václav. Jang-tse-kiang. Ottův slovník naučný. 1898, roč. 13, s. 5-7.
- ŠVAMBERA, Václav. Jaroslav Brázda. Sborník České společnosti zeměvědné. 1918, roč. 24, s. 63.
- ŠVAMBERA, Václav. Jean Charcot. Sborník české společnosti zeměvědné. 1936, roč. 42, s. 162-163.
- ŠVAMBERA, Václav. Jeannette. Ottův slovník naučný. 1898, roč. 13, s. 150.
- ŠVAMBERA, Václav. Jezera na české straně Šumavy. Sborník České společnosti zeměpisné. 1939, roč. 45, č. 1, s. 15-23.
- ŠVAMBERA, Václav. Jezera. Ottův slovník naučný. 1898, roč. 13, s. 311-321.
- ŠVAMBERA, Václav. Jihlava. Ottův slovník naučný. 1898, roč. 13, s. 352-353.
- ŠVAMBERA, Václav. Jihoafrická republika. Ottův slovník naučný. 1898, roč. 13, s. 356-361.
- ŠVAMBERA, Václav. Jindřich Plavec. Ottův slovník naučný. 1898, roč. 13, s. 530-531.
- ŠVAMBERA, Václav. Joest Wilhelm. Ottův slovník naučný. 1898, roč. 13, s. 581.
- ŠVAMBERA, Václav. Jordán. Ottův slovník naučný. 1898, roč. 13, s. 608-609.
- ŠVAMBERA, Václav. Junker Wilhelm. Ottův slovník naučný. 1898, roč. 13, s. 681.
- ŠVAMBERA, Václav. Kabinda. Ottův slovník naučný. 1898, roč. 13, s. 720.
- ŠVAMBERA, Václav. Káhira. Ottův slovník naučný. 1898, roč. 13, s. 745-748.
- ŠVAMBERA, Václav. Kaledonie Nová. Ottův slovník naučný. 1898, roč. 13, s. 772-774.
- ŠVAMBERA, Václav. Kalkutta. Ottův slovník naučný. 1898, roč. 13, s. 805-807.
- ŠVAMBERA, Václav. Kamerún. Ottův slovník naučný. 1898, roč. 13, s. 862-866.
- ŠVAMBERA, Václav. Kanada. Ottův slovník naučný. 1898, roč. 13, s. 887-893.
- ŠVAMBERA, Václav. Kanadská jezera. Ottův slovník naučný. 1898, roč. 13, s. 893-894.
- ŠVAMBERA, Václav. Kanárské ostrovy. Ottův slovník naučný. 1898, roč. 13, s. 903-904.
- ŠVAMBERA, Václav. Kapsko. Ottův slovník naučný. 1898, roč. 13, s. 982-985.
- ŠVAMBERA, Václav. Karolina. Ottův slovník naučný. 1898, roč. 13, s. 1092–1095.
- ŠVAMBERA, Václav. Karoliny. Ottův slovník naučný. 1898, roč. 13, s. 1095–1096.
- ŠVAMBERA, Václav. Kásr-ul-Kébir. Ottův slovník naučný. 1899, roč. 14, s. 25.
- ŠVAMBERA, Václav. Kašmír. Ottův slovník naučný. 1899, roč. 14, s. 42-45.
- ŠVAMBERA, Václav. Komory. Ottův slovník naučný. 1899, roč. 14, s. 651-652.
- ŠVAMBERA, Václav. Kongo (Konžský stát). Ottův slovník naučný. 1899, roč. 14, s. 689-690, 691-695.
- ŠVAMBERA, Václav. Kongo. Ottův slovník naučný. 1899, roč. 14, s. 683-689.
- ŠVAMBERA, Václav. Kongo: Le Congo. Praha: V. Švambera, 1901, 386 s.
- ŠVAMBERA, Václav. Kongo. Praha: Geogr. ústav čes. univ., 1901–1905, 368 s.
- ŠVAMBERA, Václav. Kvanza: Koanza. Ottův slovník naučný. 1900, roč. 15, s. 450-451.
- ŠVAMBERA, Václav. Laka: (Šumavská jezera IV.). Rozpravy Čes. akad. nauk. 1914, roč. 23, č. 20, s. 1-8.
- ŠVAMBERA, Václav. L'avenir des Congrès des Géographes et Ethnographes Slaves. Jugoslávie: [s. n.], 1930, s. 7-10.
- ŠVAMBERA, Václav. L'Institut de géographie de l'Université Charles IV. Praha: Institut de géographie de l'Université Charles IV., 1931, 20 s.
- ŠVAMBERA, Václav. Malé Javorské jezero: (Šumavská jezera I.). Rozpravy Čes. akad. nauk. 1913, roč. 22, č. 11, s. 1-24.
- ŠVAMBERA, Václav. Manuel Vincente Ballivián. Sborník České společnosti zeměvědné. 1922, roč. 28, s. 62.
- ŠVAMBERA, Václav. Monteilova cesta Sudanem a Saharou. Živa. 1893, roč. 3, č. 3, s. 56-57.
- ŠVAMBERA, Václav. Mořský proud východogrónský. Živa. 1895, roč. 5, č. 6, s. 181-183.
- ŠVAMBERA, Václav. Největší hloubka oceánu. Sborník České společnosti zeměvědné. 1912, roč. 18, s. 181.
- ŠVAMBERA, Václav. Několik slov o výzkumu neznámých končin země. Kalendář Národních Listů na rok 1908. 1907, s. 201-202.
- ŠVAMBERA, Václav. Neshoda v edici Monumenta Cartographica Bohemiae. Sborník české společnosti zeměvědné. 1939, roč. 45, s. 39.
- ŠVAMBERA, Václav. Nový Zéland: s použitím zpráv p. J. Szalatnaye v Blenheimu na N. Zélandu. Zeměpisný sborník. 1888, roč. 3, 1/2, s. 37-44.
- ŠVAMBERA, Václav. O Janu Palackém. Praha: Švambera, 1908, 24 s.
- ŠVAMBERA, Václav. O neoficiální kartografii československé. Comptes Rendus du 4e Congrès des géogr. et éthnogr. slaves, Sofia. 1938, s. 53-56.
- ŠVAMBERA, Václav. O severní točnu. Česká revue. 1910, č. 3, s. 35-44.
- ŠVAMBERA, Václav. O Súdán a Saharu. Česká Revue. 1899, s. 1-24.
- ŠVAMBERA, Václav. O úkolech a směrech české geografie. Věstník IV. sjezdu čes. přír. a lék. 1908, s. 244.
- ŠVAMBERA, Václav. Ostatky majora Lainga objeveny. Sborník České společnosti zeměvědné. 1911, roč. 17, s. 63-64.
- ŠVAMBERA, Václav. Ostrov sv. Pavla a Nový Amsterdam. Živa. 1893, roč. 3, č. 4, s. 122.
- ŠVAMBERA, Václav. P. Alois Svojsík. Sborník České společnosti zeměvědné. 1917, roč. 23, s. 154.
- ŠVAMBERA, Václav. Pierre Deffontaines. Sborník české společnosti zeměvědné. 1934, roč. 40, s. 157.
- ŠVAMBERA, Václav. Plavba lodi „Nimrod“ (Výzkum již. Tichého oceánu). Sborník České společnosti zeměvědné. 1911, roč. 17, s. 67-68.
- ŠVAMBERA, Václav. Poměry horo- a vodopisné [na Šumavě]. Průvodce Šumavou. Praha: Nár. J. Poš., 1908.
- ŠVAMBERA, Václav. Ponořená pevnina v Tichém okeanu. Živa. 1894, roč. 4, č. 1, s. 20-21.
- ŠVAMBERA, Václav. Poznámky ze Šumavy. Časopis českých turistů. 1916, roč. 28, č. 1, s. 51-60.
- ŠVAMBERA, Václav. Prášilské jezero: (Šumavská jezera III.). Rozpravy Čes. akad. nauk. 1914, roč. 23, č. 16, s. 1-19.
- ŠVAMBERA, Václav. Problém Uelleský rozluštěn. Zeměpisný sborník. 1888, roč. 3, 1/2, s. 51-55.
- ŠVAMBERA, Václav. Prof. Dr. F. Augustin: [nekrolog]. Časopis turistů. 1909, s. 20-22.
- ŠVAMBERA, Václav. Prof. dr. František Studnička. Sborník České společnosti zeměvědné. 1896, roč. 2, č. 1, s. 28-32.
- ŠVAMBERA, Václav. Prof. Dr. Jaroslav Vlach. Sborník České společnosti zeměvědné. 1917, roč. 23, s. 153.
- ŠVAMBERA, Václav. Proslov prof. Dr. V. Švambery k šedesátým narozeninám předsedy Č. S. Z. prof. Dr. F. Počty dne 19. listopadu 1919. Sborník České společnosti zeměvědné. 1919, roč. 25, č. 1, s. 125-126.
- ŠVAMBERA, Václav. Příspěvky k výzkumu šumavských jezer: Čertovo a Plekštejnské jezero a mapy 1:2 000. Sborník české společnosti zeměvědné. 1939, roč. 45, s. 87-90.
- ŠVAMBERA, Václav. René Chudeau. Sborník České společnosti zeměvědné. 1922, roč. 28, s. 62.
- ŠVAMBERA, Václav. Robert Edwin Peary. Sborník České společnosti zeměvědné. 1920, roč. 26, s. 155-156.
- ŠVAMBERA, Václav. Rozměry země. Kalendář Národních Listů na rok 1908. 1907, s. 203-209.
- ŠVAMBERA, Václav. Sir Allen Young. Sborník České společnosti zeměvědné. 1920, roč. 26, s. 95-96.
- ŠVAMBERA, Václav. Sir Ernest Henry Shackleton. Sborník České společnosti zeměvědné. 1922, roč. 28, s. 63.
- ŠVAMBERA, Václav. Sir John Kirk. Sborník České společnosti zeměvědné. 1922, roč. 28, s. 63.
- ŠVAMBERA, Václav. Sjezd slovanských geografů a ethnografů v Jugoslávii. Zvláštní otisk Českosl. Jugosl. Revue. 1930, č. 1, s. 3-11.
- ŠVAMBERA, Václav. Střední výška souše a střední hloubka moře. Živa. 1893, roč. 3, č. 3, s. 82-86.
- ŠVAMBERA, Václav. Střední výška souše a střední hloubka moře. Živa. 1893, roč. 3, č. 4, s. 117-119.
- ŠVAMBERA, Václav. Školní rada prof. Jaroslav Zdeněk. Sborník České společnosti zeměvědné. 1917, roč. 23, č. 1, s. 48-49.
- ŠVAMBERA, Václav. Th. Thoroddsen. Sborník České společnosti zeměvědné. 1922, roč. 28, s. 63.
- ŠVAMBERA, Václav. Účastenství Rakušanů na přírodovědeckém výzkumu Ameriky.  Živa. 1894, roč. 4, č. 1, s. 23-27.
- ŠVAMBERA, Václav. Úmrtí Alexander Supan. Sborník Československé společnosti zeměpisné. 1921, roč. 27, č. 1, s. 62-64.
- ŠVAMBERA, Václav. Úprava hranic francouzských kolonií v Africe. Sborník České společnosti zeměvědné. 1911, roč. 17, s. 64.
- ŠVAMBERA, Václav. Velké Javorské jezero: (Šumavská jezera II.). Rozpravy Čes. akad. nauk. 1914, roč. 23, č. 9, s. 1-25.
- ŠVAMBERA, Václav. Vincenz Haardt v. Hartenthurn. Sborník České společnosti zeměvědné. 1914, roč. 20, s. 209-210.
- ŠVAMBERA, Václav. Vodní otázka v Anglii. Živa. 1893, roč. 3, č. 3, s. 79-82.
- ŠVAMBERA, Václav. Vodní otázka v Paříži. Živa. 1893, roč. 3, č. 5, s. 153-155.
- ŠVAMBERA, Václav. Vodní otázka v Paříži. Živa. 1893, roč. 3, č. 6, s. 184-187.
- ŠVAMBERA, Václav. Výstava map Čech v Technickém muzeu. Sborník České společnosti zeměvědné. 1918, roč. 24, s. 53.
- ŠVAMBERA, Václav. Výzkum šumavských jezer = Die Erforschung der Böhmerwaldseen. Praha: Geografický ústav, 1912, [90] s.
- ŠVAMBERA, Václav. Výzkum Šumavských jezer. Sborník České společnosti zeměvědné. 1912, roč. 18, č. 1, s. 250-257.
- ŠVAMBERA, Václav. Výzkumy africké. Ottův slovník naučný. 1888, roč. 1, s. 398-411.
- ŠVAMBERA, Václav. Wallace Alfred Russel. Ottův slovník naučný. 1908, roč. 27, s. 129-130.
- ŠVAMBERA, Václav. W. S. Bruce. Sborník České společnosti zeměvědné. 1922, roč. 28, s. 62.
- ŠVAMBERA, Václav. Wilhelm Sievers. Sborník České společnosti zeměvědné. 1922, roč. 28, s. 61.
- ŠVAMBERA, Václav. Zeměpisný ráz Československé republiky. Atlas Československé republiky. Praha: Čes. akademie věd a umění, 1935, s. 6-7.
- ŠVAMBERA, Václav. Zemřel Rudolf Dvořák. Sborník České společnosti zeměvědné. 1919, roč. 25, č. 1, s. 187.